# Mu'awiya ibn Hudayj
Muʿāwiya ibn Ḥudayj ibn Jafna al-Sakūnī al-Tujībī al-Kindī (in arabo ﻣﻌﺎﻭﻳـة ﺑﻦ ﺣﺪﻳﺞ بن جفنة ﺍﻟﺴﻜﻮﻧﻲ التجيبي الكندي‎?; ... – 672) è stato un Sahaba e un comandante militare musulmano.
Favorevole alla causa del terzo califfo ʿUthmān b. ʿAffān e ostile quindi ad ʿAlī b. Abī Ṭālib, partecipò alla conquista dell'Egitto e, successivamente, a quella del Nordafrica.
Appartenente al sottoclan dei B. Sakūn dei B. Tujīb, facenti parte della tribù dei Banū Kinda, prese parte alla battaglia del Yarmuk, a quella di al-Qādisiyya e a quella di Jalūla.
Nel 654-55 prese parte a un certo numero di imprese belliche in Nordafrica e verso il 661 conquistò Biserta.
Fu tra i più accaniti avversari di Muḥammad, figlio del primo califfo Abū Bakr, destinato da ʿAlī ad assumere la guida del governatorato dell'Egitto.

Per impedirglielo, il governatore della Siria, Muʿāwiya b. Abī Sufyān, lo inviò infatti in Egitto e, quando Muḥammad fu sconfitto nel 658 nella battaglia in cui morì uno dei principali responsabili dell'assassinio di ʿUthmān, Kināna b. Bishr, con la conseguente precipitosa fuga dello schieramento filo-alide, Muʿāwiya b. Ḥudayj riuscì a identificare il nascondiglio di Muḥammad stesso e, catturatolo, lo fece cucire con inaudita ferocia all'interno di una pelle d'asino, cui venne dato fuoco.
Fu, secondo Ṭabarī, governatore d'Egitto tra il 667 e il 670 ma, secondo Charles Pellat, a governare di fatto fu probabilmente il suo fido collaboratore e commilitone Maslama b. Mukhallad.